# 三浦半島

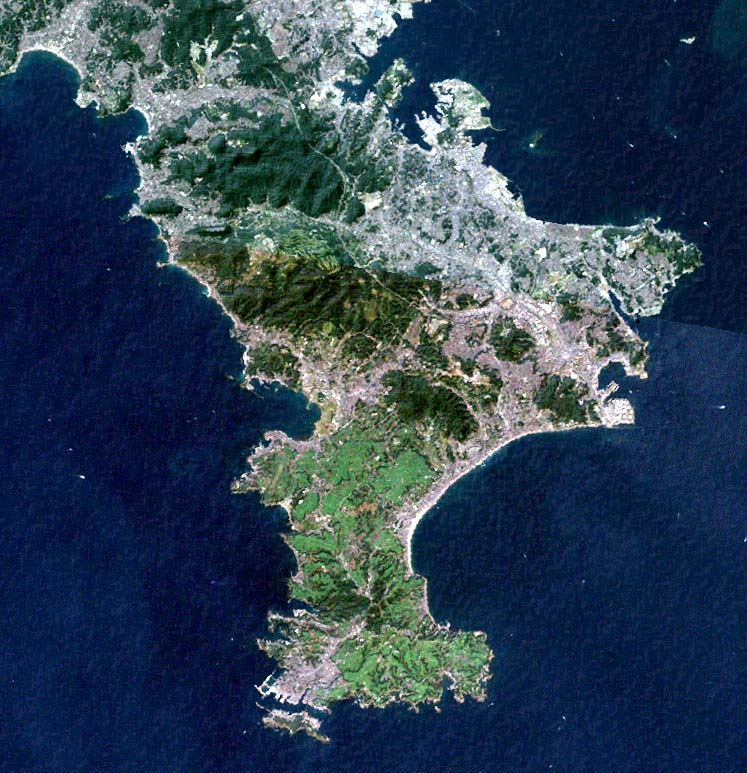
三浦半島のランドサット衛星写真。スペースシャトル標高データ使用。

三浦半島（みうらはんとう）は、神奈川県南東部にある半島である。

## 概要
「みうら」という地名は古代から用いられており、『日本書紀』では「御浦」（みうら）と記載されていた。当時は朝廷の所領だったのでこのように「御」をつけて呼ばれていたという。『万葉集』では半島全体を指して「御宇良崎」、その後「御」の字を避けるようになり当て字が使われ「美宇羅」とされた。
なぜ「三」を用いて「三浦」と表記するようになったかについては、この半島は東・西・南の三方が浦で囲まれていたからとされている。

## 地理

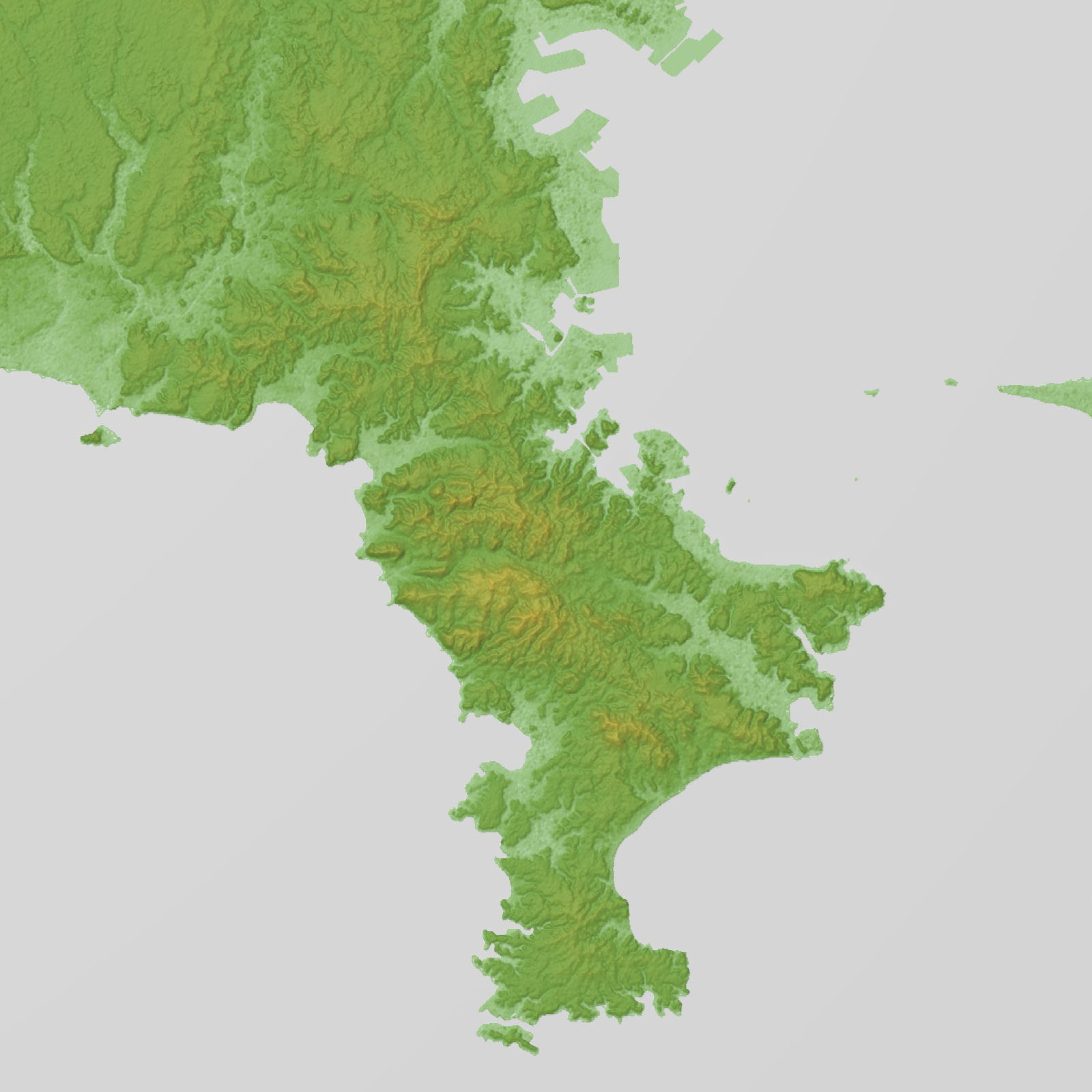
地形図

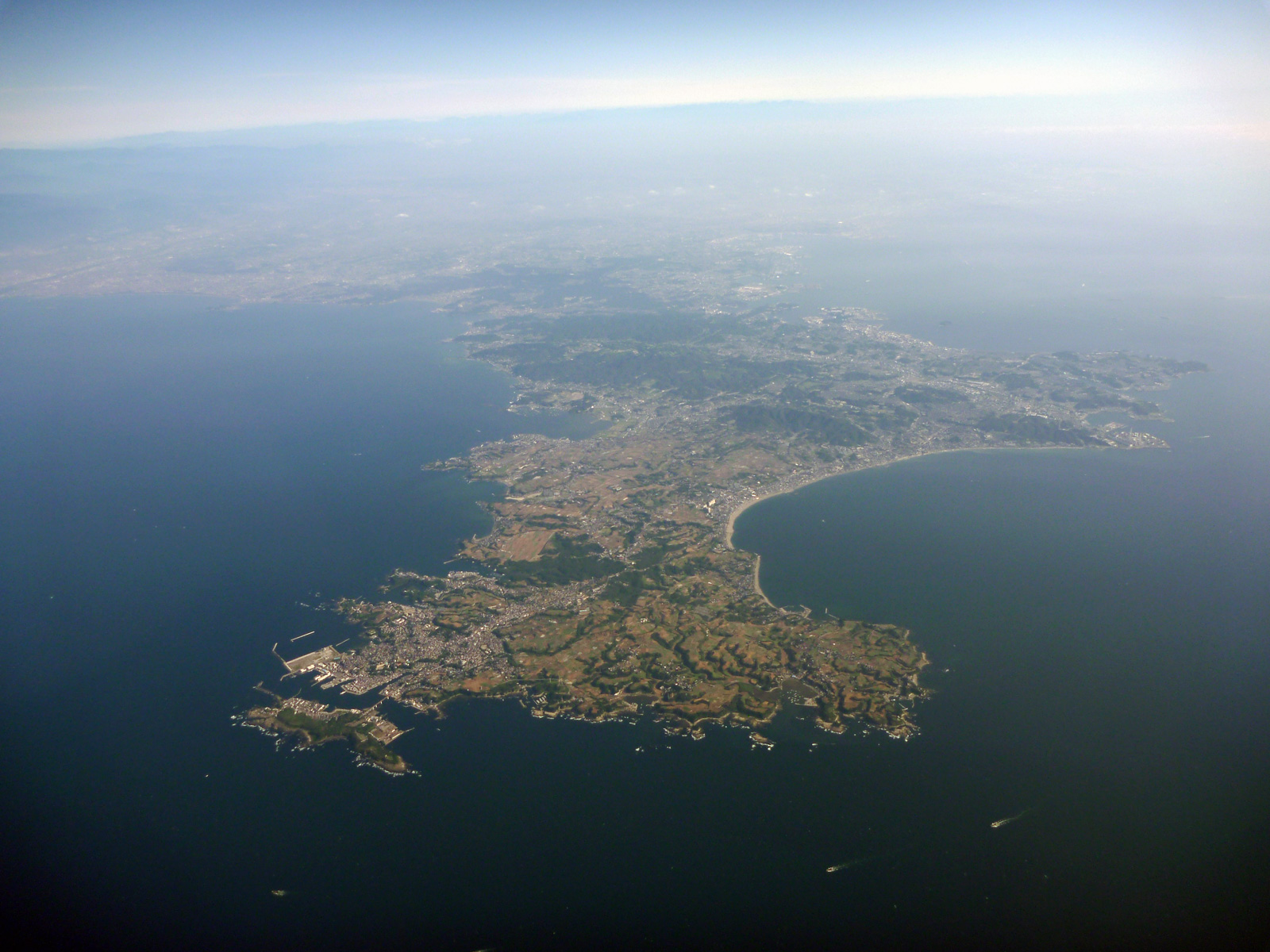
三浦半島の航空写真

太平洋に向けて突き出し、東京湾と相模湾とを分けている。三浦丘陵を主体としており、横浜市磯子区の南西にある円海山から藤沢市片瀬にいたる線を北限とし、円海山の北麓で多摩丘陵に接続する。半島東端の観音崎は東京湾の南限であり、浦賀水道を隔てて東の房総半島とともに東京湾を囲む。半島の西には伊豆半島がある。
三浦半島は2000万年前から1500万年前の太古の時代に太平洋の深海底で太平洋プレート上に降り積もった堆積物に由来する。太平洋プレートが海溝において大陸プレートの下に沈み込む際に堆積物は剥離して積み上がり、約50万年前には海面上まで隆起し、三浦半島や房総半島のもととなった。この後、北上するフィリピン海プレート上の伊豆半島が日本列島に衝突したエネルギーで、三浦半島は時計回りに回転し、現在の形状となった。
隆起は現在も続いており、関東大震災の折には城ヶ島周辺の広い範囲で、海岸線が数メートル隆起している。地質的にはほぼ全域が第三紀層に属する。またおよそ西北西 - 東南東方向に走る衣笠断層帯、北武断層群、武山断層帯、南下浦断層、引橋断層の5箇所の活断層が存在し、三浦半島断層群と呼ばれる。植生は常緑広葉樹林。
三浦半島には脊梁山脈に相当する山脈はない。最高峰で標高241mの大楠山、横浜市の最高地点である円海山を擁する。
半島北東部の横浜から横須賀に至る東京湾側、および北西部の逗子・鎌倉は、平地が乏しく起伏の多い地形にもかかわらず市街化が進んでいる。一方、中央部から南部は森林や畑が広がり、東京から近いわりに広々とした景観が展開するため、日帰り観光地としても人気がある。水田は少なく、ダイコン、キャベツ、スイカその他各種野菜の栽培が盛ん。特産であった三浦大根はわずかな作付のみで、主力は青首大根に移行している。

### 地形地域区分
土地分類基本調査では三浦半島の地形地域区分を、地形地質学的に北部、中部、南部に分けている。北部と中部は逗子市の田越川河口から横須賀市の久里浜を境に、中部と南部は小田和湾北岸の横須賀市前田から横須賀市宮ケ谷戸を境に分けられる。
- 北部 - 横須賀港周辺では明治時代から埋め立てが行われており、久里浜港周辺も埋立地となっている[2]。
- 中部 - 二子山、大楠山、武山それぞれを中心とする三つの山脈がある[2]。
- 南部 - 東京湾側の野比から菊名にかけて三浦海岸がある[2]。半島南端には城ヶ島が付属する。

### 三浦半島地域圏
横須賀市、鎌倉市、逗子市、三浦市、葉山町で三浦半島地域圏を構成している。
- 神奈川県
  - 横須賀市
  - 三浦市
  - 鎌倉市
  - 逗子市
  - 葉山町

主に、三浦半島の大部分を占める横須賀市と三浦市を合わせて指す呼称として「横三」（よこさん）「横三地域」という名称が使用されることがある。

## 自然環境

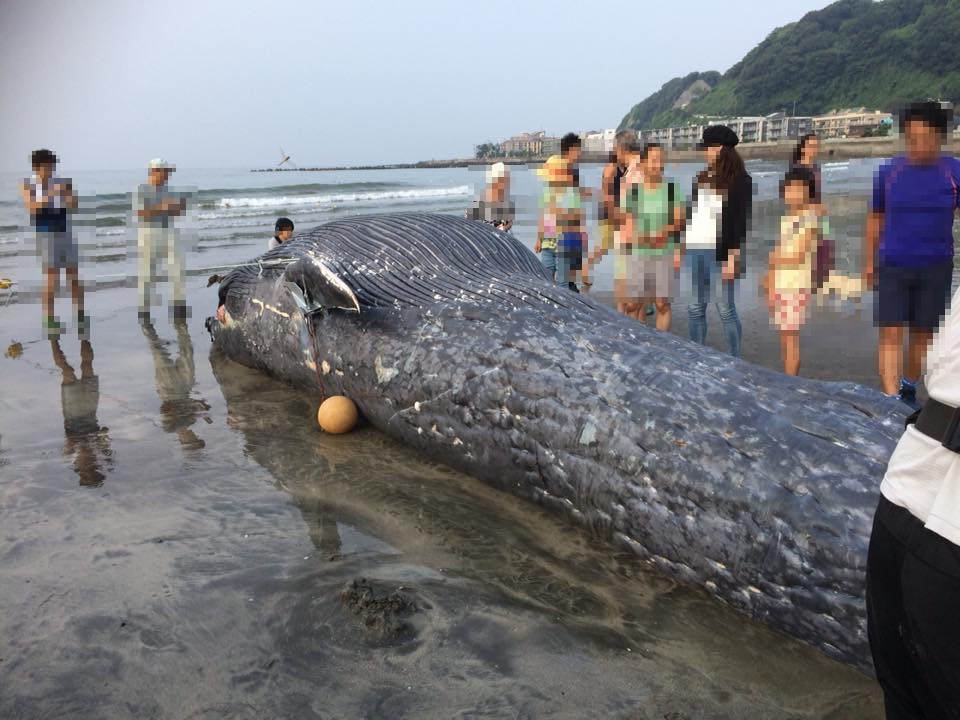
2018年6月に由比ヶ浜に漂着したシロナガスクジラ。アジア系の個体群は壊滅したと思わしく、国内初の漂着の確認だった。

後述の通り、現在でも多数の漁港が存在するなど活発な漁業を支えるほどの海洋生態系があり、現在もバードウォッチングが人気であるが、かつては捕鯨。やアシカ猟なども盛んだった時期があり、現在では滅多に見られないヒゲクジラ類やウバザメの様な大型生物も多数見られたとされ、絶滅したとされるニホンアシカも三浦半島の沿岸部に普遍的に生息していた。
しかし、一部のクジラやイルカなどは近年も三浦半島や江の島の周囲で時折見られることがあり、とくに冬場はクジラと船舶との衝突の危険性が増加する可能性がある。

## 歴史
三浦半島では、旧石器時代（先土器時代）にあたる25000年前から人類が生活を始めていた。縄文時代の遺跡では三浦市の諸磯貝塚や横須賀市の夏島貝塚・茅山貝塚などが知られる。また弥生時代には、三浦市赤坂遺跡などで拠点的な集落が営まれた。
古墳時代前期（4世紀）には逗子市と葉山町の境に長柄桜山古墳群が築かれた。また三浦市や横須賀市にも古墳群や横穴墓が造られた。
古代の律令制度では、東海道相模国に属する。『日本書紀』には「御浦」（みうら）と記されている。
中世には頼朝の挙兵に従った三浦氏の領国であった。三浦氏は北条時頼の時代に宝治合戦で宗家が滅ぼされた。以後半島の北の街道沿いは北条氏の領地となり、北条氏側に付いて三浦の家名を継承した傍系は、半島内に閉じ込められる形となった。後にこの系統は戦国大名化し、扇谷上杉氏の被官となるも、伊豆の北条早雲が相模国に勢力を拡大し、1516年に三浦氏を攻めるために玉縄城を築き、籠城した三浦義同・三浦義意を住吉城から新井城に攻めて滅亡させると、三浦半島は後北条氏の領地となる。戦国時代には三浦半島は後北条氏の水軍の本拠となり、東京湾を挟んで里見氏と争った。里見義堯は水軍を率いて三浦半島を襲撃し、たびたび鎌倉まで攻めて北条氏綱と戦った。江戸時代初期は玉縄を本拠とする本多正信の領地で、江戸幕府直轄の天領であった。1600年にヤン・ヨーステンらとともに「リーフデ号」で日本に来航したイギリス人ウィリアム・アダムスは徳川家康の外交顧問となり、三浦半島に領地を貰い、日本名を三浦按針とした。
鎖国後の江戸時代には浦賀の町に廻船問屋が並び、徳川吉宗は浦賀奉行を設置する。後期にはフェートン号事件などが発生したため、鎖国政策をとる江戸幕府は江戸湾防備のために、1810年に会津藩に三浦半島沿岸の警備を命じる。1821年以降は会津藩に代わって川越藩がそれを担当した。その後、モリソン号事件のように外国船が日本近辺に出現して測量などを行うようになり、1846年にはジェームズ・ビドルのアメリカ艦隊が三崎沖に姿を現し開国を求めた。1853年にはマシュー・ペリー率いるアメリカ艦隊が浦賀沖に来航、久里浜に上陸して幕府に通商を迫った（黒船来航）。洋式砲術を研究していた幕臣の江川英龍は、三浦半島に砲台を築いて防衛線とすることを提言するが退けられた。
明治後には三浦半島は国防上の要衝地と認知される。横須賀には横須賀鎮守府が設置され、日露戦争において黄海海戦や日本海海戦で旗艦として活動した戦艦「三笠」の本籍地であった。この「三笠」は日露戦争後に火災で沈没し除籍となるが、保存工事が施され三笠公園に現存する。太平洋戦争（大東亜戦争）の末期には、アメリカ軍の本土上陸に備えて沿岸陣地も築かれた。
戦後には消滅した日本軍に代わりアメリカ軍や自衛隊の基地が横須賀市や逗子市に多く作られ再び『軍都』となる一方、首都圏の発展に伴い三浦半島でもベッドタウン化が進み、2007年現在の人口は62万人であるが、住民の高齢化も進行している。

## 施設
- 横浜・八景島シーパラダイス
- 京急油壺マリンパーク
- ソレイユの丘
- くりはま花の国
- 米軍横須賀基地
- 三笠公園（記念艦 三笠）
- 金沢文庫
- 県立観音崎公園
- 観音崎自然博物館
- 防衛大学校
- 日産自動車工場
- 横須賀美術館

### 寺社
- 走水神社
- 春日神社
- 叶神社（西叶神社、東叶神社）
- 淡島神社
- 鎮西八郎為朝神社
- 第六天榊神社
- 久里浜天神社
- 雷神社
- 天照大神
- 熊野神社
- 神明社
- 三島神社
- 祖母神社
- 八雲神社
- 鴨居八幡神社
- 海南神社
- 瀬戸神社
- 富岡八幡宮
- 諏訪神社
- 船越神社
- 吾妻社
- 三島神社
- 八雲神社
- 鹿島神社
- 杉山神社など

### 城跡
- 玉縄城
- 住吉城
- 浦賀城
- 衣笠城
- 佐原城
- 三崎城
- 新井城
- 芦名神城

### 漁港
- 柴漁港
- 金沢漁港
- 真名瀬漁港
- 小坪漁港
- 長井漁港
- 北下浦漁港
- 秋谷漁港
- 久留和漁港
- 三崎漁港
- 間口漁港
- 金田漁港
- 毘沙門漁港
- 初声漁港

## 交通

### 幹線道路
- 国道16号
- 国道134号
- 横浜横須賀道路
- 三浦縦貫道路

### 鉄道
- 東日本旅客鉄道（JR東日本）
  - 横須賀線
- 京浜急行電鉄
  - 京急本線
  - 京急久里浜線
  - 京急逗子線
- 横浜シーサイドライン
  - 金沢シーサイドライン

### バス
- 京浜急行バス
- 横浜市交通局
- 神奈川中央交通
- 江ノ島電鉄

### 船舶
- 東京湾フェリー
- 東海汽船

## 三浦半島を舞台とする作品
- バラエティ
  - 『志村＆所の戦うお正月2012』「ペーパードライバー対決」最終チェックポイント　(2012年1月1日)
  - 『タモリ倶楽部』「グレートネイチャーシリーズ　三浦半島断層群を行く！！（前編・後編）」(2012年11月30日・12月7日)
- 文学
  - 小説
    - 『夜明け前』島崎藤村
    - 『能面殺人事件』高木彬光
    - 『箱根の坂』司馬遼太郎
    - 『神の汚れた手』曽野綾子

  - 随筆
    - 『海辺の博物誌』三木卓
    - 『街道をゆく 三浦半島記』司馬遼太郎
- 楽曲
  - 『岬めぐり』山本コウタローとウィークエンド
  - 『入江の午後3時』松任谷由実
- 漫画
  - 『宇宙戦艦ヤマト』古代進・古代守の生まれ故郷として紹介される。
- アニメ
  - 『ヨコハマ買い出し紀行』芦奈野ひとし
- ゲーム
  - 『トロと休日』ソニー・コンピュータエンタテインメント - 「どこでもいっしょ」シリーズ